# Kaltanocoleus pospelovi
Kaltanocoleus pospelovi is een keversoort uit de familie Permocupedidae. De wetenschappelijke naam van de soort is voor het eerst geldig gepubliceerd in 1961 door Rohdendorf.